# Stusstjärnen
Stusstjärnen är en sjö i Kungsbacka kommun i Halland och ingår i Rolfsåns huvudavrinningsområde.